# Scarpetta Ordelaffi
Scarpetta Ordelaffi (probablement mort en 1317), fils de Theobaldo, est un noble italien appartenant à la famille des Ordelaffi de la ville de Forlì, qui a vécu au XIIIe siècle.

## Biographie
Scarpetta Ordelaffi est seigneur de Forlì de 1295 à 1306 et de 1310 à 1315, date à laquelle Francesco I Ordelaffi lui succède.
En 1295, il participe à la réunion des chefs du parti Gibelin à Argenta, en Romagne. En 1296, en tant que chef des Gibelins de Romagne en lutte contre les troupes pontificales, il participe au siège d'Imola, ce qui lui vaut d’être excommunié ainsi que toute sa famille.
Il prend également la tête de la faction des Gibelins Blancs. À ce titre, il tente d'obtenir le retour des exilés chassés de Florence par les Guelfes Noirs, en organisant une expédition qui se conclut par la défaite du Mugello en 1302.
Selon Dino Compagni, il est « Vicaire pour l'Église » (représentant de la papauté) à Forli en 1302.
Scarpetta Ordelaffi donne asile en 1303 à Dante, après que ce dernier a été exilé de Florence en 1302 en lui fournissant un travail de secrétaire.
Cette même année 1303, a lieu la bataille de Castel Puliciano, qui voit les deux forces opposées dirigées chacune par un natif de Forlì : Scarpetta du côté des exilés florentins (des Guelfes Blancs) et des Gibelins et, pour la ville de Florence, le podestat Fulcieri da Calboli. Tous les deux, en effet, étaient déjà adversaires dans leur ville de Forli, la famille Ordelaffi soutenant les Gibelins et la famille Calboli soutenant les Guelfes. La bataille est gagnée par Fulcieri da Calboli.
En 1306, Scarpetta Ordelaffi prend le château de Bertinoro avec son frère Pino.
Les noms de « Scarpetta » Ordelaffi et de l'un de ses frères « Sinibaldo » Ordelaffi sont attribués à des personnages du poème du Seau enlevé d'Alessandro Tassoni, où ils sont cités comme condottières de Forlì et Forlimpopoli. Le personnage de Scarpetta Ordelaffi apparaît également dans un roman de Mario Tobino « Biondo era bello » publié en 1974.